# Ahead to the Sea

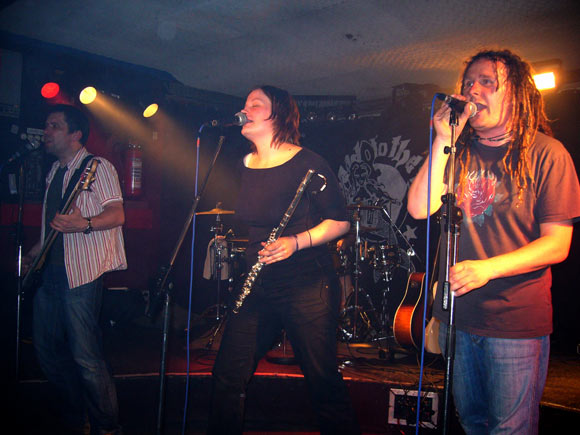

Gli Ahead to the sea erano un gruppo celtic punk tedesco formatosi a Friburgo nel 2004. Nelle loro canzoni adoperano, oltre agli strumenti del punk rock, anche il flauto, la fisarmonica e il violino. Le loro canzoni sono generalmente antifasciste e orientate a sinistra, e sono sia in tedesco che in inglese.
Hanno pubblicato tre album, tutti sotto l'etichetta Wolverine. Il gruppo ha annunciato lo scioglimento nel 2010 tramite MySpace.

## Formazione
- Stefi S - flauto e voce
- Steffi B - violino
- Claudia K. - chitarra
- Jochen K. - seconda voce
- Marc K. - fisarmonica
- Mark L. - batteria
- Andrew K. - basso

## Discografia
- 2005 - Urban Pirate Soundsystem
- 2007 - Treffer, versenkt!
- 2009 - Still angry, still happy